# Ipomoea thunbergioides
Ipomoea thunbergioides är en vindeväxtart som beskrevs av Friedrich Welwitsch. Ipomoea thunbergioides ingår i släktet praktvindor, och familjen vindeväxter. Inga underarter finns listade i Catalogue of Life.